# British Independent Film Awards 2022
Die 25. Verleihung der British Independent Film Awards (BIFA) fand am 4. Dezember 2022 statt. Als bester Film setzte sich Charlotte Wells’ Jugenddrama Aftersun durch, das in 7 seiner 16 Nominierungen ausgezeichnet wurde.
Die Nominierungen wurden am 4. November 2022 bekanntgegeben und Aftersun hatte dominiert, gefolgt von Blue Jean von Georgia Oakley mit 13 Nominierungen und Das Wunder von Sebastián Lelio mit 12 Nominierungen. Separat wurden Mitte November die Preise in den technischen Kategorien („Craft Awards“) vergeben, bei denen Aftersun ebenfalls mehrfach erfolgreich war (Beste Kamera, Bester Schnitt, Beste Music Supervision).

## Preise und Nominierungen

### Bester britischer Independent-Film (Best British Independent Film)
Aftersun – Charlotte Wells, Barry Jenkins, Mark Ceryak, Adele Romanski, Amy Jackson
- Blue Jean – Georgia Oakley, Hélène Sifre
- Meine Stunden mit Leo (Good Luck to You, Leo Grande) – Sophie Hyde, Katy Brand, Debbie Gray, Adrian Politowski
- Living – Einmal wirklich leben (Living) – Oliver Hermanus, Kazuo Ishiguro, Stephen Woolley, Elizabeth Karlsen
- Das Wunder (The Wonder) – Sebastián Lelio, Emma Donoghue, Alice Birch, Juliette Howell, Andrew Lowe, Tessa Ross, Ed Guiney

### Bester internationaler Independent-Film (Best International Independent Film)
Der schlimmste Mensch der Welt (Verdens verste menneske) – Joachim Trier, Eskil Vogt, Andrea Berentsen Ottmar, Thomas Robsahm
- All the Beauty and the Bloodshed – Laura Poitras, Howard Gertler, John Lyons, Nan Goldin, Yoni Golijov
- Close – Lukas Dhont, Angelo Tijssens, Michiel Dhont, Dirk Impens
- Die Frau im Nebel (Decision to Leave) – Park Chan-wook, Chung Seo-kyung
- Everything Everywhere All at Once – Daniel Kwan, Daniel Scheinert, Jonathan Wang, Anthony und Joe Russo, Mike Larocca

### Bester Dokumentarfilm (Best Documentary)
Nothing Compares – Kathryn Ferguson, Eleanor Emptage, Michael Mallie
- My Childhood, My Country – 20 Years in Afghanistan – Phil Grabsky, Shoaib Sharifi, Amanda Wilkie
- My Old School – Jono McLeod, John Archer, Olivia Lichtenstein
- Nascondino – Victoria Fiore, Jennifer Corcoran, Aleksandra Bilić
- Young Plato – Neasa Ní Chianáin, Declan McGrath, David Rane

### Bester britischer Kurzfilm (Best British Short)
Too Rough – Sean Lìonadh, Ross McKenzie, Alfredo Covelli
- A Fox in the Night – Keeran Anwar Blessie, Benjamin Jacob Smith
- Honesty  – Roxy Rezvany, Emily Renée, Elly Camisa
- Sandstorm – Seemab Gul, Abid Aziz Merchant
- Scale –  Joseph Pierce, Hélène Mitjavile

### Beste Hauptrolle (Best Lead Performance)
Rosy McEwen – Blue Jean
- Sally Hawkins – The Lost King
- Cosmo Jarvis – It Is In Us All
- Emma Mackey – Emily
- Bill Nighy – Living – Einmal wirklich leben (Living)
- Florence Pugh – Das Wunder (The Wonder)
- Emily Watson – God’s Creatures
- Hala Zein – Nezouh

### Beste Nebenrolle (Best Supporting Performance)
Kerrie Hayes – Blue Jean
- Zoey Deutch – The Outfit
- Aisling Franciosi – God’s Creatures
- Lucy Halliday – Blue Jean
- Zainab Joda – Our River... Our Sky
- Paul Mescal – God’s Creatures
- Fatma Mohamed – Flux Gourmet
- Fionn Whitehead – Emily
- Aimee Lou Wood – Living – Einmal wirklich leben (Living)

### Beste gemeinsame Hauptrolle (Best Joint Lead Performance)
Letitia Wright and Tamara Lawrance – The Silent Twins
- Frankie Corio and Paul Mescal – Aftersun
- Daryl McCormack and Emma Thompson – Meine Stunden mit Leo (Good Luck to You, Leo Grande)
- Jessie Buckley and Rory Kinnear – Men – Was dich sucht, wird dich finden (Men)

### Breakthrough Performance
Safia Oakley-Green – The Origin
- Frankie Corio – Aftersun
- Leo Long – I Used to Be Famous
- Kíla Lord Cassidy – Das Wunder (The Wonder)
- Rosy McEwen – Blue Jean

### Beste Regie (Best Director)
Charlotte Wells – Aftersun
- Oliver Hermanus – Living – Einmal wirklich leben (Living)
- Sophie Hyde – Meine Stunden mit Leo (Good Luck to You, Leo Grande)
- Sebastián Lelio – Das Wunder (The Wonder)
- Georgia Oakley – Blue Jean

### Douglas Hickox Award – Bester Nachwuchsregisseur (Best Debut Director)
Charlotte Wells – Aftersun
- Andrew Cumming – The Origin
- Thomas Hardiman – Medusa Deluxe
- Frances O’Connor – Emily
- Georgia Oakley – Blue Jean

### Bestes Drehbuch (Best Screenplay)
Charlotte Wells – Aftersun
- Katy Brand – Meine Stunden mit Leo (Good Luck to You, Leo Grande)
- Kazuo Ishiguro – Living – Einmal wirklich leben (Living)
- Sebastián Lelio, Alice Birch und Emma Donoghue – Das Wunder (The Wonder)
- Georgia Oakley – Blue Jean

### Bestes Drehbuchdebüt (Best Debut Screenwriter)
Georgia Oakley – Blue Jean
- Shane Crowley – God’s Creatures
- Davi Earl, Chris Hayward – Brian and Charles
- Ruth Greenberg – The Origin
- Charlotte Wells – Aftersun

### Bester Nachwuchsproduzent (Breakthrough Producer)
Nadira Murray – Winners
- Aleksandra Bilić, Jennifer Corcoran – Nascondino
- Paul Kennedy – Nightride
- Rupert Majendie – Brian and Charles
- Hélène Sifre – Blue Jean

### The Raindance Discovery Award
Hassan Nazer, Nadira Murray, Paul Welsh – Winners
- Marie Lidén, Aimara Reque – Electric Malady
- Sarah Beddington, Susan Simnett – Fadia's Tree
- Peter Day, Grant Keir, Rob Alexander – Off the Rails
- Elena Sánchez Bellot, Maia Kenworthy, Kat Mansoor – Rebellion

### Bestes Casting (Best Casting)
Shaheen Baig – Blue Jean
- Leila Bertrand – Our River... Our Sky
- Kharmel Cochrane – The Silent Twins
- Kahleen Crawford – Living – Einmal wirklich leben (Living)
- Lucy Pardee – Aftersun

### Beste Kamera (Best Cinematography)
Gregory Oke – Aftersun
- Alfredo de Juan – Nascondino
- Rob Hardy – Men – Was dich sucht, wird dich finden (Men)
- Joel Honeywell – Kanaval
- Ari Wegner – Das Wunder (The Wonder)

### Bestes Kostümdesign (Best Costume Design)
Jenny Beavan – Mrs. Harris Goes to Paris
- Saffron Cullane – Flux Gourmet
- Odile Dicks-Mireaux – Das Wunder (The Wonder)
- Frank Gallacher – Aftersun
- Sandy Powell – Living – Einmal wirklich leben (Living)

### Bester Schnitt (Best Editing)
Blair McClendon – Aftersun
- Joanna Crickmay – Elizabeth: A Portrait in Parts
- Izabella Curry – Blue Jean
- Mátyás Fekete – Flux Gourmet
- Mich Mahon – Nothing Compares

### Beste visuelle Effekte (Best Effects)
Dadiv Simpson – Men – Was dich sucht, wird dich finden (Men)
- Chris Marshall – The Feast
- Ahmed Yousry – Nezouh

### Bestes Make-up und Hair Design (Best Make-Up & Hair Design)
Eugene Souleiman, Scarlett O'Connell – Medusa Deluxe
- Oya Aygör, Murat Çağin – Aftersun
- Morna Ferguson, Lorry Ann King – Das Wunder (The Wonder)
- Siobhan Harper-Ryan – Flux Gourmet
- Niamh Morrison – The Origin

### Beste Ausstattung (Best Production Design)
Helen Scott – Living – Einmal wirklich leben (Living)
- Fletcher Jarvis – Flux Gourmet
- Grant Montgomery – Das Wunder (The Wonder)
- Bailur Turan – Aftersun
- Gary Williamson – Medusa Deluxe

### Beste Originalmusik (Best Original Music)
Matthew Herbert – Das Wunder (The Wonder)
- Danny Bensi, Saunder Jurriaans – God’s Creatures
- Oliver Coates – Aftersun
- Adam Janota Bzowski – The Origin
- Ben Salisbury, Geoff Barrow – Men – Was dich sucht, wird dich finden (Men)

### Bester Sound (Best Sound)
Tim Harrison, Raoul Brand, Cassandra Rutledge – Flux Gourmet
- Glenn Freemantle, Ben Barker, Gillian Dodders, Howard Bargoff, Mitch Low – Men – Was dich sucht, wird dich finden (Men)
- Jovan Adjer – Aftersun
- Hugh Fox, Ben Baird – Das Wunder (The Wonder)
- Dom Corbisiero, Dai Shell – The Feast

### Best Music Supervision
Lucy Bright – Aftersun
- Phil Canning – The Phantom of the Open
- Rupert Hollier – Living – Einmal wirklich leben (Living)

### Best Debut Director – Feature Documentary
Kathryn Ferguson – Nothing Compares
- Victoria Fiore – Nascondino
- Leah Gordon, Eddie Hutton – Kanaval
- Jono McLeod – My Old School
- Becky Hutner – Fashion Reminagined

### Bestes Schauspielensemble (Best Ensemble Performance)
Our River... Our Sky – Zainab Joda, Darina Al Joundi, Amed Hashimi, Mahmoud Abo Al Abbas, Basim Hajar, Labwa Arab, Meriam Abbas, Siham Mustafa
- Blue Jean – Rosy McEwen, Kerrie Hayes, Lucy Halliday, Lydia Page, Stacy Abalogun, Farrah Cave, Amy Booth-Steel
- Emily – Amelia Gething, Emma Mackey, Oliver Jackson-Cohen, Fionn Whitehead, Alexandra Dowling, Gemma Jones, Adrian Dunbar
- Flux Gourmet – Makis Papadimitriou, Gwendoline Christie, Asa Butterfield, Fatma Mohamed, Ariane Labed, Richard Bremmer
- Das Wunder (The Wonder) – Kíla Lord Cassidy, Florence Pugh, Tom Burke, Toby Jones, Niamh Algar, Elaine Cassidy, Ciarán Hinds, Brían F. O’Byrne, Josie Walker

### Richard Harris Award
Samantha Morton, britische Schauspielerin